# Relacom

Relacom var ett skandinaviskt installations- och serviceföretag, inom branschen telekommunikation, med ca 3 000 medarbetare i Sverige, Norge, Danmark och Finland . Relacom erbjöd integrerade tekniktjänster inom telekommunikation, elenergi och IoT. Verksamheten var uppdelad inom tre affärsområden: IoT, Power Supply och Telecom. Relacom hade sitt huvudkontor i Solna, Stockholm. Företaget köptes 2020 upp av norska OneCo.

## Tjänster
Relacom var både en leverantör av nätservice till operatörer och en lokal partner till företag, kommuner, elbolag, nätägare och konsumenter. Relacom erbjöd allt från byggnation av rikstäckande mobilnät och service av el- och telenät till att dra fiber till nya bostadsområden eller säkra kommunikation på arbetsplatser och i bostäder.

## FN:s Global Compact initiativ
Relacom var sedan 2012 anslutet till FN:s Global Compact. Global Compact är ett initiativ från FN med syfte att arbeta för mänskliga rättigheter, arbetsrätt, miljö och bekämpning av korruption. Företag som är anslutna till Global Compact, tar ett aktivt ansvar i dessa frågor.
Det innebär att Relacom åtog sig att arbeta i enlighet med FN:s tio grundprinciper för ansvarsfullt företagande. 

### Hållbarhetsredovisning
Relacom hade sedan 2011 haft ett hållbarhetsprogram som baseras på deras grundläggande värderingar, deras uppförandekod och Global Compacts tio principer.

## Relacomkoncernen
Relacom hette tidigare Flextronics Network Services och var en del av koncernen Flextronics, 2005 såldes bolaget till investmentbolaget Altor och slogs samtidigt samman med norska Telavie. 2011 övertogs ägandet av de (då) tre ägarbankerna. 2020 köptes Relacom av norska OneCo. 

### Orbion Consulting
Orbion Consulting var ett fristående konsultbolag i Relacomkoncernen. Det fanns i Sverige, Norge, Finland och Danmark med 16 lokala kontor. Orbion Consulting hade över 250 konsulter.

#### Historia
Orbion Consulting bildades våren 2011 när Relacom Consulting i Sverige och Cura Consulting i Norge slogs ihop till en ny gemensam konsultorganisation. I januari 2012 etablerades verksamhet i Finland och i maj samma år förvärvade Orbion Consulting delar av telekomverksamheten från Pöyry Oy. I slutet av 2012 startades konsultverksamhet i Danmark som drevs som en del av den svenska organisationen. Orbion Consulting såldes 2018 till Rejlers. 